# En kammerats ære
En kammerats ære (russisk: Честь товарища) er en sovjetisk film fra 1953 af Nikolaj Ivanovitj Lebedev.
Filmen er en filmatisering af Boris Izjumskijs bog "Røde skulderstropper" om stoltheden i den sovjetiske hær og dens fremtidige officerer.

## Medvirkende
- Konstantin Skorobogatov som Poluektov
- Boris Kokovkin som Zorin
- Gennadij Mitjurin som Rusanov
- Vladimir Druzjnikov som Bokanov
- Anatolij Tjemodurov som Beseda